# Résistance internationaliste
L'Initiative de résistance internationaliste (ou tout simplement Résistance internationaliste) est une organisation québécoise ayant revendiqué trois attentats dans la province depuis décembre 2004. Le groupe affirme s'opposer aux pratiques et aux idéaux militaristes de l'État canadien,,.
Dans un communiqué envoyé au journal La Presse, le groupe dit vouloir « s'assurer que les pouvoirs politique, économique et militaire ne poursuivent impunément l'entreprise d'endoctrinement justifiant leur aventure impérialiste ».  L'organisation est la cible de l'enquête C-SONORE de l'Équipe intégrée de la sécurité nationale (EISN) de la Gendarmerie royale du Canada (GRC).

## Historique
En décembre 2004, le groupe Initiative de résistance internationaliste revendique le vandalisme d'un pylône d'Hydro-Québec transportant de l'électricité vers les États-Unis et situé à Saint-Herménégilde, en Estrie. D'après CBC, le message de revendication envoyé à La Presse et au Journal de Montréal ainsi qu'à la station de radio CKAC, précisait que l'attaque visait à dénoncer « le pillage des ressources du Québec par les États-Unis »,,
En août 2006, le groupe revendique la responsabilité de l'explosion de la voiture de Carol Montreuil, un porte-parole de la compagnie l'Institut canadien des produits pétroliers, devant son domicile à Lorraine. Le groupe affirme avoir agi « en réponse aux innombrables exactions perpétrées par les pétrolières voraces que sont Esso, Shell et Petro-Canada et tous leurs mercenaires qui se chargent de nous tenir à leur merci ». 
Le 1er juillet 2010, la Résistance internationaliste revendique un attentat contre un bureau de recrutement des Forces armées canadiennes à Trois-Rivières,,. Cet attentat a été fait dans le but de s’élever contre l’intervention du Canada en Afghanistan.